# آکی‌هیتو

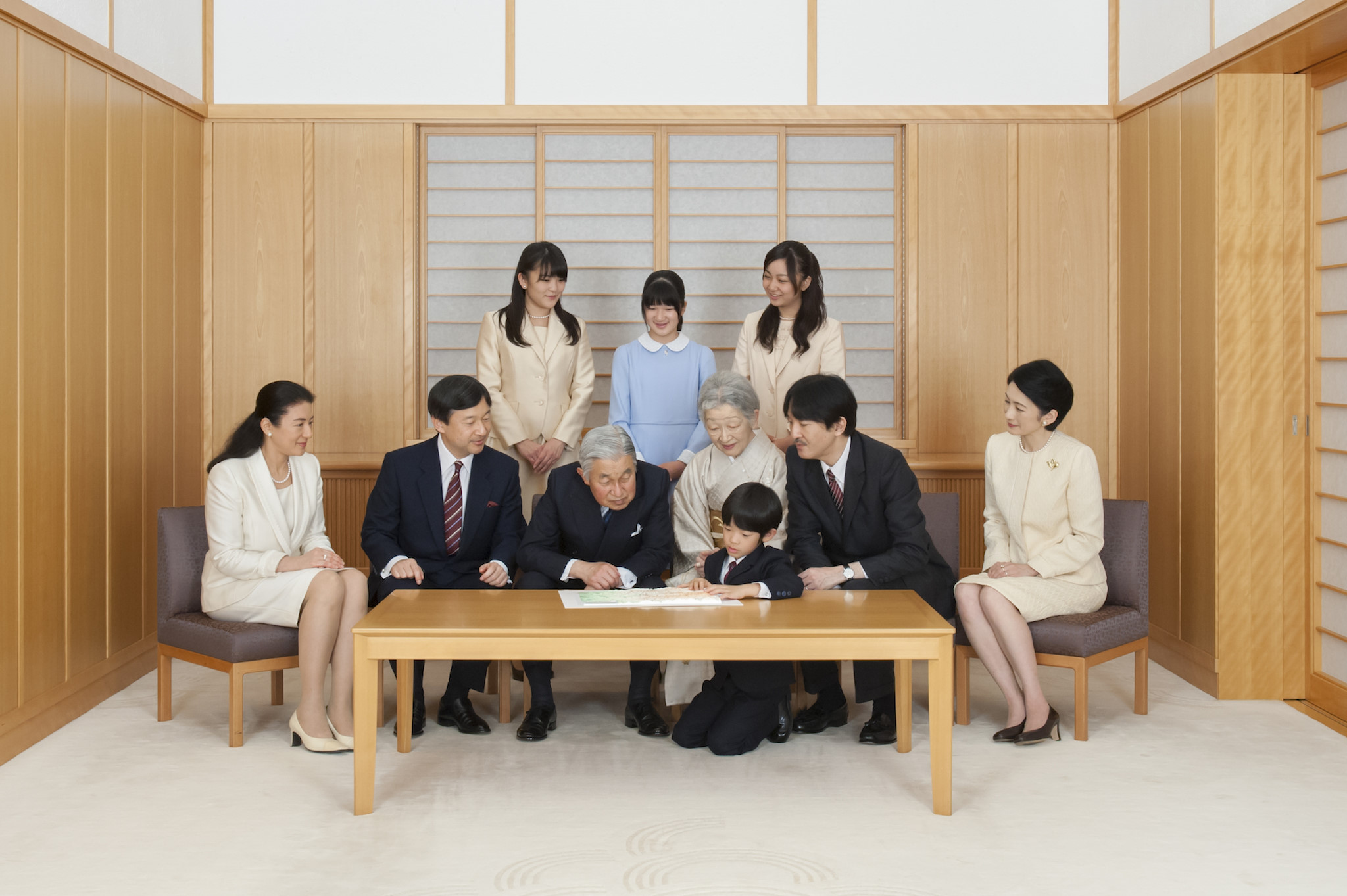
نگاره‌ای از آکی‌هیتو و می‌چیکو، امپراتور و شهبانوی وقت ژاپن، در کنار خانوادهٔ ولیعهد و دیگر فرزندان و نوه‌هایشان در سال ۲۰۱۳ میلادی مقام پادشاهی در ژاپن قدرت سیاسی ندارد و به عنوان یک نماد ملی عمل می‌کند

آکی‌هیتو (به ژاپنی: 明仁) (متولد ۲۳ دسامبر ۱۹۳۳)، امپراتور پیشین ژاپن و صد و بیست و پنجمین امپراتور این کشور از دودمان یاماتو است. او در ۱۹۸۹ به تخت نشست و نوزدهمین فرمانروا یا رهبر دارای دورهٔ حکومت بلند است. او تنها حاکم جهان بود که عنوانش به انگلیسی امپراتور (Emperor) ترجمه می‌شود.
آکی‌هیتو در ۳۰ آوریل ۲۰۱۹ کناره‌گیری کرد و پس از او پسرش، ناروهیتو ۵۹ ساله، بر تخت امپراتوری نشست.

## زندگی
شاهزاده آکی‌هیتو در ۲۳ دسامبر سال ۱۹۳۳ در ساعت ۶:۳۹ صبح در کاخ امپراتوری توکیو به دنیا آمد. وی پنجمین فرزند و بزرگ‌ترین پسر هیروهیتو است.
وی در سال ۱۹۵۹ با می‌چیکو ازدواج کرد که حاصل این ازدواج ۳ فرزند است.

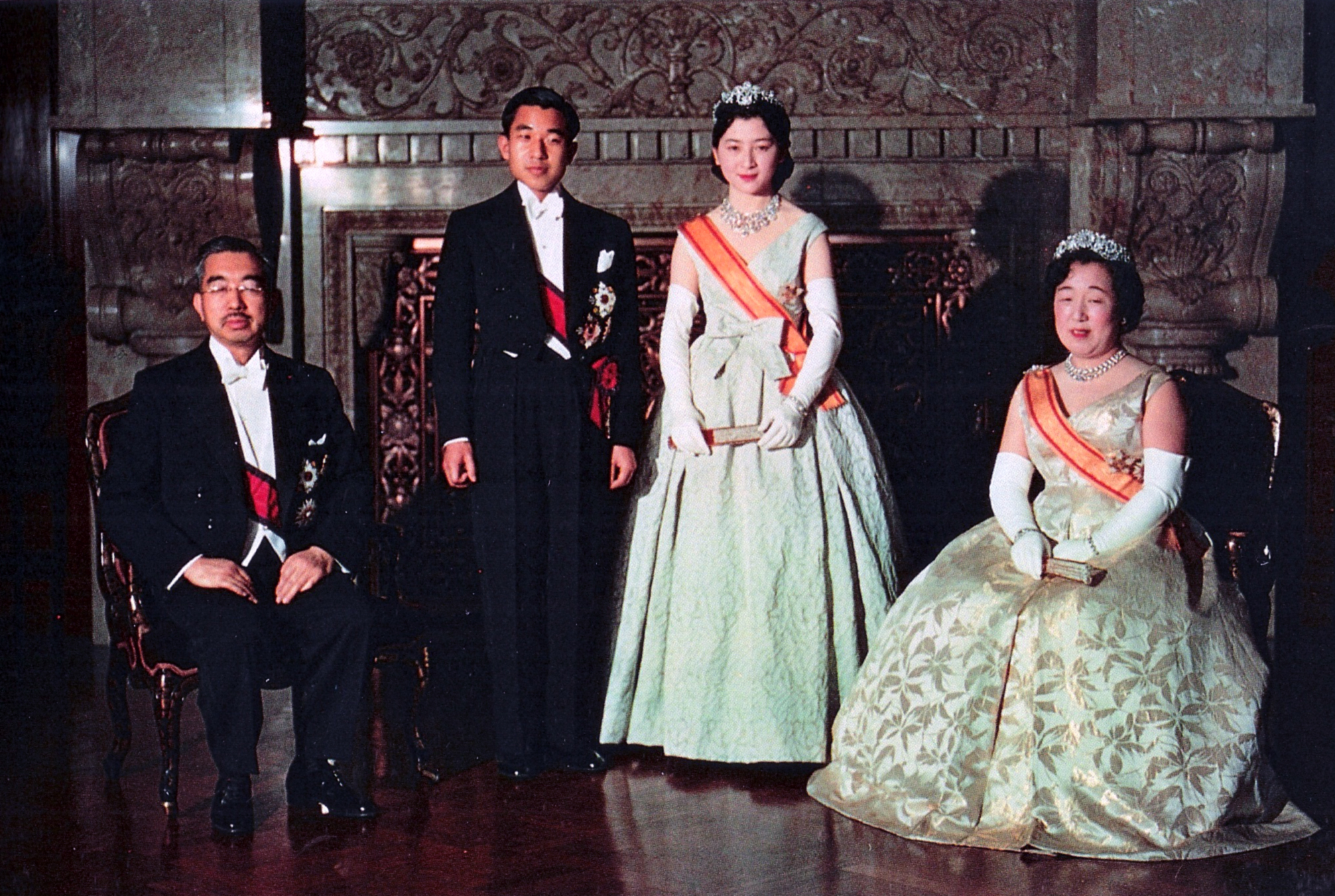
عکس مراسم ازدواج در سال ۱۹۵۹ به همراه هیروهیتو و ناگاکو و می‌چیکو

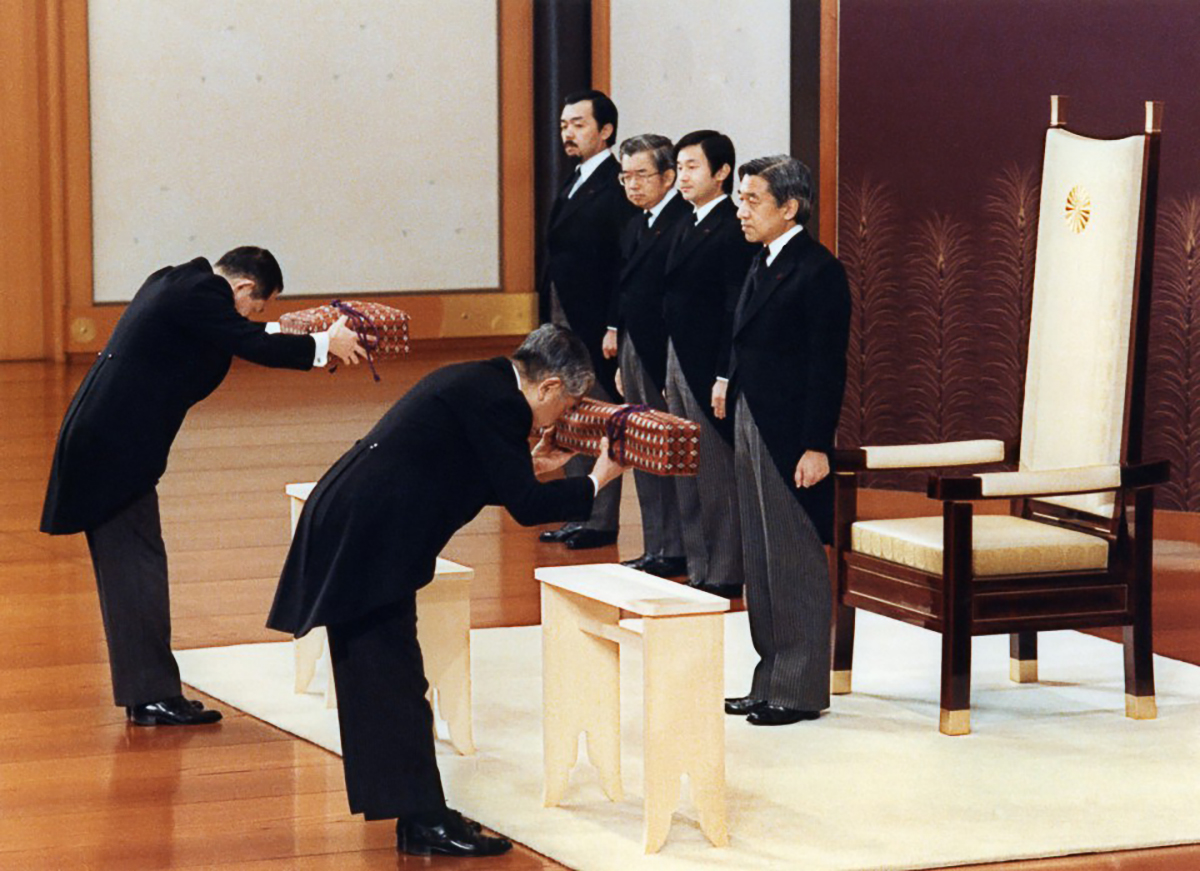
در سال ۱۹۸۹

## تحقیقات ماهی‌شناسی
در امتداد علاقهٔ پدرش به زیست‌شناسی دریایی، آکی‌هیتو یک محقق ماهی‌شناسی مشهور است و مطالعات تخصصی در رده‌بندی خانوادهٔ گاوماهیان دارد.
او همچنین مقالاتی در خصوص تاریخ علم در ژاپن طی دوره‌های ادو و میجی دارد، که در ساینس و نیچر به چاپ رسیده‌اند. در ۲۰۰۵ یک گاوماهی کشف شده، به افتخار او اکسیریاس آکی‌هیتو نامیده شد.

## بیماری امپراتور و جانشینی موقت پسر بزرگ وی
در تاریخ ۱۷ فوریهٔ ۲۰۱۲ آکی‌هیتو امپراتور ژاپن برای عمل قلب در بیمارستان بستری شد. وی قرار بود در ۱۸ فوریهٔ ۲۰۱۲ تحت عمل جراحی بای‌پس قلب قرار گیرد. در دورهٔ استراحت آکی‌هیتو که حدوداً دو هفته طول کشید، ناروهیتو پسر بزرگ وی، طی مراسمی رسمی، جانشین موقت او بود.

## فرزندان
| نام                       | تولد           | ازدواج         | ازدواج        | فرزندان                                                  |
| ------------------------- | -------------- | -------------- | ------------- | -------------------------------------------------------- |
| ناروهیتو                  | ۲۳ فوریهٔ ۱۹۶۰  | ۹ ژوئن ۱۹۹۳    | اووادا ماساکو | آیکو، شاهدخت توشی                                        |
| فومی‌هیتو، شاهزاده آکی‌شینو | ۳۰ نوامبر ۱۹۶۵ | ۲۹ ژوئن ۱۹۹۰   | کاواشیما کیکو | کومورو ماکو شاهدخت کاکو آکی‌شینو شاهزاده هیساهیتو آکی‌شینو |
| کورودا سایاکو             | ۱۸ آوریل ۱۹۶۹  | ۱۵ نوامبر ۲۰۰۵ | کورودا یوشیکی |                                                          |

## کناره‌گیری از سلطنت
امپراتور آکی‌هیتو روز ۳۰ آوریل ۲۰۱۹ طبق وعده‌ای که دربار ژاپن در ۱ دسامبر ۲۰۱۷ اعلام کرده بود به نفع فرزندش ولیعهد ناروهیتو از سلطنت کناره‌گیری کرد و فرزندش در تاریخ ۲۲ اکتبر ۲۰۱۹ طی یک مراسم رسمی با حضور مهمانان خارجی با عنوان امپراتور ناروهیتو تاج‌گذاری نمود.

## نکات جالب
- امپراتور آکی‌هیتو در مراسم تاج‌گذاری خود در سال ۱۹۹۰ بر یک رولزرویس کورنیش روباز سوار شده بود.[۵]